# Cratere Pasteur (Marte)
Pasteur  è un cratere sulla superficie di Marte.
Il cratere è dedicato al chimico francese Louis Pasteur.